# Hypena frappieralis
Hypena frappieralis là một loài bướm đêm trong họ Erebidae.